# Gertrud Scholtz-Klink
Vous lisez un « bon article » labellisé en 2011.
Gertrud Scholtz-Klink, née Treusch le 9 février 1902 à Adelsheim (Grand-duché de Bade) et morte le 24 mars 1999 à Bebenhausen (Bade-Wurtemberg), est une femme politique allemande. Son nom de famille rassemble le nom de son premier mari (« Klink ») et celui du deuxième (« Scholtz »), bien qu'elle en ait eu un troisième (« Heissmeyer »).
Elle est membre du Parti national-socialiste des travailleurs allemands (le parti nazi) et présidente du NS-Frauenschaft (la Ligue nationale des femmes nationales-socialistes) de 1934 à la chute du Troisième Reich, en 1945. Reichsfrauenführerin en français : « Guide des femmes du Reich », elle est la plus haute responsable de la branche féminine du parti nazi, même si son influence sur la politique du régime reste limitée.

## Biographie

### Enfance, mariages et jeunesse dans la république de Weimar
Le père de Gertrud Treusch est fonctionnaire ; elle suit des études secondaires, mais quitte l'école pendant la Première Guerre mondiale, afin de soutenir l'effort de guerre allemand : elle travaille ainsi dans une gare de chemin de fer, ainsi que pour une famille d'officiers. Alors âgée de 19 ans, elle se marie en 1921 avec Eugen Klink, un ouvrier postal membre du NSDAP. Ils ont ensemble quatre enfants, un cinquième est mort en bas âge. Elle aide son époux dans ses actions au NSDAP, s'occupant des cuisines, de couture, ou de garderie pour les enfants des membres féminins du parti. Elle adhère elle-même au parti le 1er mars 1930 et milite auprès de la gent féminine qui l'entoure pour qu'elles fassent la même chose. En 1929, elle dirige la fraction féminine du parti national-socialiste dans le Bade. Elle déclare alors qu'Adolf Hitler lui donne « tant de confiance en soi, foi en un avenir et courage d'avoir cette foi ».
Cependant, Eugen Klink, devenu entretemps chef de district pour le parti, meurt en 1930 d'une crise cardiaque. Elle déclare à ce sujet : « Dans les années 1920, je mettais toute mon énergie à tenir ma maison, élever les enfants et leur donner un foyer heureux. Mais un jour mon mari, qui était un SA convaincu, n’est pas revenu d'un meeting. Ils m’ont dit que dans l’excitation de la manifestation il avait eu une crise cardiaque et qu'il était mort. C’est toujours ce qu’on dit. […] Je voulais prendre sa place, me dévouer au mouvement pour lequel il était mort en martyr, ». Gertrud Klink accroît alors son implication au sein du NSDAP, n'hésitant pas à s'exercer à des discours. À propos de son travail, son responsable direct pour la région de Bade, le Gauleiter Robert Wagner déclare qu'elle a réalisé « des performances très satisfaisantes pour les victimes du mouvement, pour les blessés et les camarades sans ressources » ; avec plusieurs femmes qu’elle doit recruter, elle assure des missions de service social pour les victimes de la crise. En 1932, elle épouse un médecin de campagne, Günther Scholtz, dont elle divorce en 1938, car celui-ci ne supporte plus l'engagement politique trop poussé de son épouse.

### Présidente de la Ligue des femmes nationales-socialistes

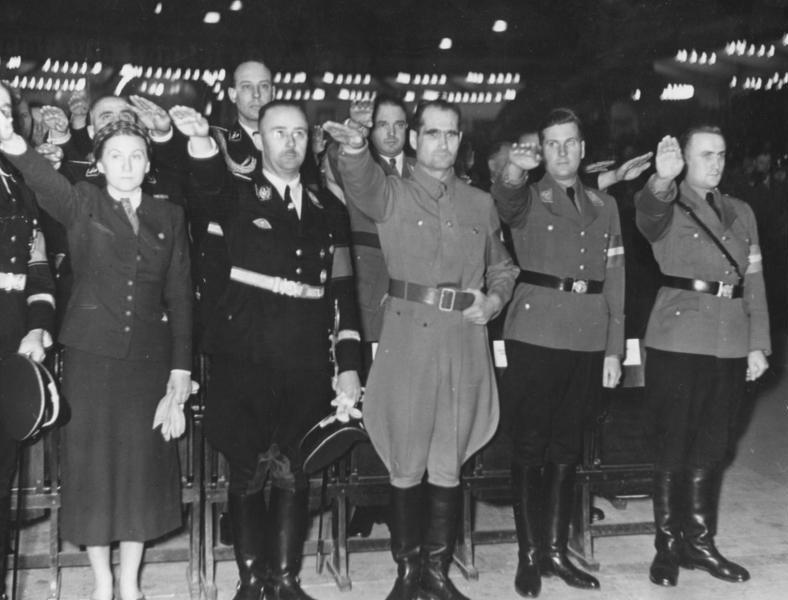
Manifestation pour les Jeunesses hitlériennes, le 13 février 1939 au palais des sports de Berlin : de gauche à droite, Gertrud Scholtz-Klink, Himmler, Hess, Schirach et Axmann.

#### Ascension et convictions
Adolf Hitler est nommé chancelier du Reich en 1933, à la suite des élections législatives de novembre 1932. Gertrud Scholtz-Klink bénéficie alors du soutien de l’administration dans son action ; « elle établit des liaisons avec des organisations de femmes non nazies afin de trouver des emplois aux chômeurs, de la nourriture et des vêtements pour les pauvres, et créa un corps de volontaires du travail pour les jeunes filles. Fin 1933, elle partagea le podium des orateurs avec un des adjoints de Hitler, qui lui proposa par la suite de diriger le corps de travail national des femmes et d'installer son quartier général à Berlin ». Robert Wagner présente Gertrud Scholtz-Klink en 1934 au ministère de l'Intérieur, où elle devient « rapporteur pour les associations féminines ». Elle obtient bientôt la dissolution des associations féminines concurrentes. Elle apporte son soutien au RADwJ (service du travail du Reich pour la jeunesse féminine) et devient « cheffe du service du travail féminin » ; néanmoins, ce service n'étant que volontaire, seulement 5 % des jeunes filles allemandes s'y engagent. Scholtz-Klink loue alors le travail de la ménagère et cultive une certaine éloquence.
Le 24 février 1934, elle devient présidente de la Ligue des femmes nationales-socialistes ; elle a alors sous sa tutelle toutes les organisations féminines allemandes. Sa tâche principale est de promouvoir la supériorité masculine et l'importance de la maternité. Dans un discours, elle déclare : « La mission de la femme est d'être ministre de son foyer et sa profession de répondre aux besoins de l'homme, du premier moment de sa vie jusqu'au dernier de son existence ». Elle visite ainsi beaucoup d'associations, d'écoles, et participe aux manifestations des organisations de jeunesse, de femmes et à des dîners officiels ; après l'Anschluss, en 1938, elle effectue une tournée de conférences dans l'Autriche annexée, à la demande des nazies autrichiennes.
Elle se porte garante d'une certaine idée de la femme. L'historienne Anna Maria Sigmund note : « Sans être elle-même très créative, elle transmettait comme un porte-parole les idées misogynes de ses camarades masculins du parti aux camarades de son sexe. Inlassablement, elle exhortait à l'entretien des us et coutumes allemands et voulait maintenir un haut niveau moral dans le domaine sexuel et social. Sa devise prononcée avec foi était le « relèvement du niveau de l'ensemble de la population féminine » par « le service et l'aide au peuple allemand » ».

#### Les Allemandes et le travail

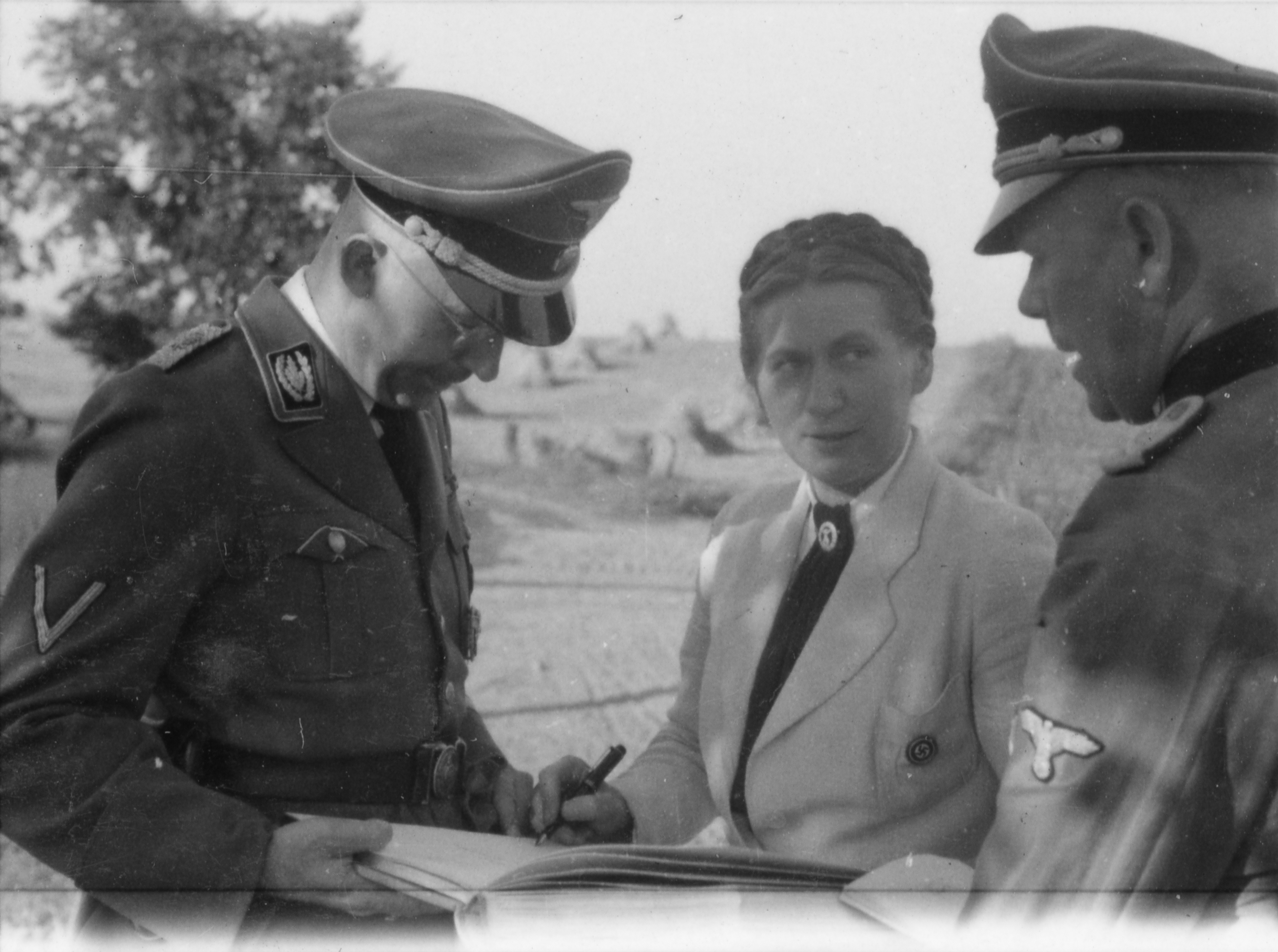
En conversation avec Heinrich Himmler, en août 1943--septembre 1943.

Malgré son  rôle politique, elle s'évertue à condamner la participation des femmes au travail salarié et plus particulièrement dans le domaine politique, prenant notamment à partie celles qui avaient été élues députées pendant la république de Weimar — les femmes avaient le droit de vote et étaient éligibles depuis 1919 — à l'instar de Clara Zetkin. Elle déclare : « Celui qui a entendu le cri perçant d'une femme communiste ou sociale-démocrate dans la rue ou dans le Parlement se rend compte qu'une telle activité n'est pas quelque chose qui est fait par une vraie femme ». Ainsi, pour elle, une femme impliquée en politique cherche simplement à « devenir comme un homme » et par là « humilierait son sexe », ce qui l'empêcherait de réaliser quoi que ce soit. Il y aurait une « transgression des frontières entre les sexes ».
En juillet 1936, elle est nommée à la tête du bureau féminin du Front allemand du travail où elle est chargée de persuader les femmes de travailler pour la bonne marche du parti nazi, lorsque le régime comprend que le travail des femmes est dans une certaine mesure indispensable ; elle fait néanmoins la distinction entre un travail salarié mettant la femme dans une situation d'indépendance, et les travaux ménagers et agricoles, qui eux sont au service du Reich. En 1938, elle déclare : « La femme allemande doit travailler physiquement et mentalement, elle doit renoncer à la luxure et au plaisir ».
À titre exceptionnel, elle soutient la nomination d'une femme, Margarete Gussow, à une chaire universitaire d'astronomie, mais se justifie ainsi : « le cas de Mlle le Dr G. est certainement unique, et c'est pourquoi je m'engage aussi fort pour elle, parce que je suis d'avis que l'on ne peut justifier que des dispositions héréditaires exceptionnelles, artistiques et scientifiques ne soient pas encouragées, mais freinées parce que c'est une femme qui possède cette capacité ».
Après le déclenchement de la Seconde Guerre mondiale, son discours change : l'objectif n'est plus de ramener les Allemandes au foyer, mais au contraire de les faire participer à l'effort de guerre. Elle déclare ainsi : « On entend souvent encore de la part des femmes les objections les plus diverses contre un travail dans les usines d'armement. La question de savoir si l'on peut demander ce travail à telle ou telle femme est aujourd'hui bien dépassée ». À propos du décret de janvier 1943, mobilisant les Allemandes de 17 à 45 ans, elle déclare, en septembre de la même année, lors d'une conférence : « Les femmes éduquées par la ligue féminine et mises à la disposition de la Wehrmacht ne doivent pas seulement dactylographier et travailler, mais aussi être des soldats du Führer ». En 1981, elle déclare pourtant s’être opposée à ce qu’il y ait des femmes soldats, et affirme avoir réussi à dissuader les autorités de pousser les femmes à prendre l'uniforme et à combattre dans l’armée. Un de ses derniers appels a lieu en 1944 : « Mères, vous portez la patrie ! ».

#### Mesures prises et rôle fantoche

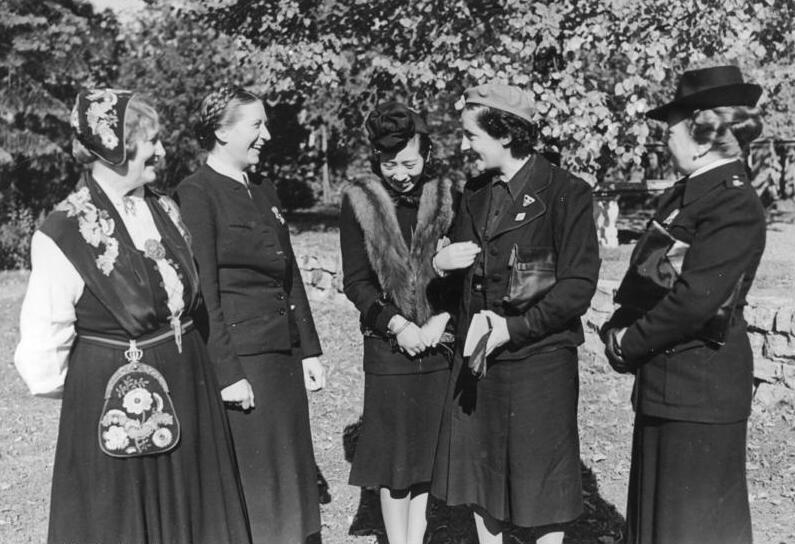
Réunion de dignitaires féminines de pays de l'Axe ou proches, en 1941. De gauche à droite : Olga Bjone, présidente de la Ligue des femmes nationales-socialistes norvégiennes, la Reichsfrauenführerin Scholtz-Klink, l'épouse de Hiroshi Ōshima, ambassadeur japonais à Berlin, la présidente de la section féminine de la Phalange espagnole, Pilar Primo de Rivera, et la marquise italienne Olga Medici.

Gertrud Scholtz-Klink met en œuvre diverses mesures, comme une « année ménagère », obligatoire pour les femmes qui veulent accéder à des études universitaires ; en réalité, cette année doit servir à démontrer aux jeunes filles l'absurdité de poursuivre des études et les convaincre de se consacrer à leur foyer plutôt que d'être, comme les hommes, des « travailleurs du cerveau ». Si la création de l'école des mères est un réel succès, avec plus d'un million d'inscrites entre 1934 et 1937, le Syndicat des femmes nazies ne regroupe que 6 % de la population féminine, soit 2 millions de membres,[réf. souhaitée] intégrées plus par le fait des regroupements forcés des associations féminines que par une réelle volonté.
Elle est la seule femme qui participe à des réunions au sommet de l'État et à pouvoir rencontrer régulièrement les dirigeants du Reich. Néanmoins, en vertu de la conception national-socialiste de la femme, elle est considérée comme une présidente fantoche, bien qu'ayant été présentée à l'étranger comme une « ponte » du régime. Elle n'a ainsi de fait que le rôle d'un chef de secteur et reste sous la tutelle de l'Assistance publique nazie. Elle semble en avoir eu conscience dès le départ, déclarant par exemple : « au départ, les hommes […] voulaient faire de nous des auxiliaires. Je voulais, quant à moi, créer une organisation de femmes, indépendante et digne de ce nom. Accomplir quelque chose ». L'historienne Claudia Koonz note ainsi : « Parce que la dirigeante minimisait le pouvoir de ses supérieurs masculins et mettait l'accent sur l'importance du nombre de femmes sous ses ordres, celles-ci eurent le sentiment qu’elles servaient une grande cause et que leurs sacrifices n’étaient pas vains ».

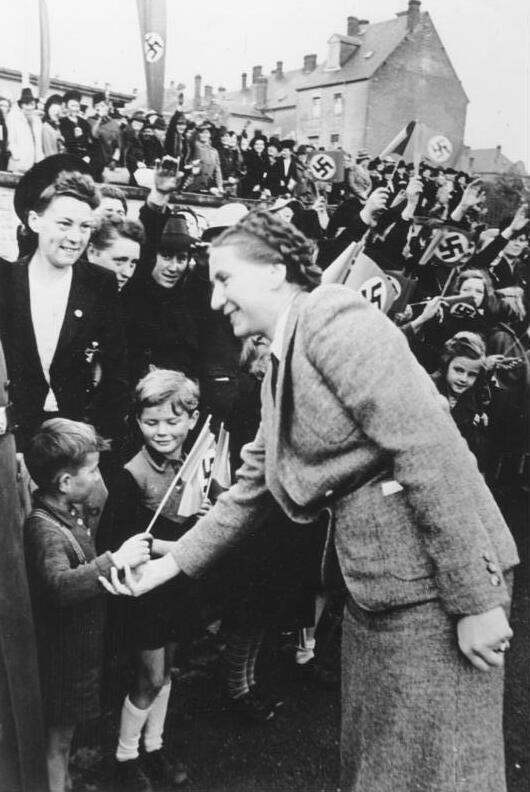
En visite au Luxembourg, en 1941.

Elle entre parfois en conflit avec les responsables de domaines politiques transversaux, comme Robert Ley, le chef du Front allemand du travail, Richard Walther Darré, le ministre de l'Agriculture ou Baldur von Schirach, le chef des Jeunesses hitlériennes. Adolf Hitler déclare dans un ses monologues au Wolfsschanze : « J'ai eu quatre femmes de parade : Mmes Troost, Wagner, Riefenstahl et Scholtz-Klink ». Elle n'est jamais invitée aux grandes réceptions données par le régime (en effet, elle ne fait pas partie du premier cercle de pouvoir mais plutôt du deuxième, moins élitiste, au sens où l'entend l'historien Fabrice d'Almeida) ; Anna Maria Sigmund écrit même : « Détail vexant pour Scholtz-Klink, même les épouses des fonctionnaires du parti n'avaient aucun goût pour ses discours et, avec une ingratitude extrême, la tenaient à l'écart et ne lisaient pas ses publications. Pourtant, la chef de la Ligue des femmes écrivait sans relâche et produisit entre 1933 et 1944 plus de cinquante livres et brochures ». Elle possède cependant une réelle influence sur les femmes membres du parti nazi, qui représentent 40 % des effectifs, notamment grâce aux chefs de district qu'elle a sous ses ordres. À tort, elle reste toutefois convaincue de l’importance qu’elle possédait, déclarant ainsi en 1981 à l'historienne Claudia Koonz : « La division des femmes que je dirigeais était presque un État dans l’État. Mon ministère chapeautait plusieurs départements, l’économie, l’éducation, la consommation, les affaires coloniales, la santé. Les hommes n’avaient aucun droit de décision. Nous étions libres de faire ce qui nous plaisait ».
En 1940, elle se marie une nouvelle fois, la troisième, avec le SS-Obergruppenführer August Heissmeyer, déjà père de six enfants, et fait des visites fréquentes dans les camps de concentration réservés aux femmes. Plus tard, elle déclare n’en avoir visité qu’un seul et à une reprise, où des femmes du Frauenschaft y exerçaient diverses aides sociales : avertie du fait que les détenues n’avaient en fait pas pour but d’être réinsérées dans la société, elle aurait alors décidé de retirer « ses femmes » de cette activité d’assistance.
Elle soutient également la politique antisémite du régime, déclarant par exemple en 1933 : « Pendant quatorze ans, vous avez, camarades du parti, lutté coude à coude avec le Front brun contre les Juifs, l'ennemi mortel du peuple allemand, vous avez mis au jour les mensonges juifs et vous avez évité les magasins juifs. Plus un sou pour un commerce juif, pas de médecin juif, pas d'avocat juif pour la femme ou la famille allemandes ! Femmes, ne sous-estimez pas le terrible sérieux de ce combat décisif. Le Juif veut le mener jusqu'à l'anéantissement du peuple allemand. Nous le mènerons jusqu'à l'anéantissement des Juifs ». Interrogée en 1981 sur le sujet, elle se dédouane en soutenant que ces décisions ne relevaient pas de sa responsabilité et en déclarant : « Bien sûr, nous n’avons jamais pensé qu’autant de Juifs disparaîtraient. Mais j’ai été élevée dans une famille antisémite et ces idées m’étaient familières. Nous appartenions à une classe de hauts fonctionnaires, vous savez. Nous avons toujours respecté la loi ». Elle affirme avoir envoyé de l’argent à une Juive partie en exil afin de l’aider ; à ce propos l'historienne Claudia Koonz note que « l’exception soulageait sa conscience, mais confirmait la règle ».

### Après la Seconde Guerre mondiale
Après la chute du Troisième Reich, Gertrud Scholtz-Klink est arrêtée à Spandau et brièvement détenue dans un camp soviétique pour prisonniers de guerre, pendant l'été 1945. Elle réussit à s'échapper et se cache chez son amie la princesse Pauline de Wied, dans son château de Bebenhausen, près de la ville de Tübingen, dans la zone d'occupation américaine. Elle et son troisième mari prennent les faux noms de « Maria et Heinrich Stuckebrock » et tiennent une boulangerie.
Le 28 février 1948, le couple est dénoncé par un paysan, puis arrêté. Une cour de justice militaire française la condamne à dix-huit mois de prison, sur la base de documents à charge. En mai 1950, après de fortes protestations, la sentence est révisée ; classée parmi les principaux responsables du régime, elle écope de trente mois de détention supplémentaires. Elle est en outre interdite d'activité politique, syndicale, journalistique et scolaire pendant dix ans par la commission de dénazification de l’Allemagne de l'Ouest. Elle continue néanmoins de percevoir un salaire de fonctionnaire, ce même après avoir dépassé l'âge de la retraite.
Après sa libération, en 1953, Gertrud Scholtz-Klink s'installe à Bebenhausen. Elle réaffirme son attachement au nazisme en 1974, en déclarant son hostilité aux femmes parlementaires : « Nous les femmes nationales-socialistes allions plus loin ! ». Affirmation qu'elle réitère au début des années 1980, ne regrettant rien sinon « d’avoir été trop prise par mon travail pour m'intéresser vraiment aux idées, aux soubassements de la doctrine. […] Bien sûr, certaines idées paraissent outrancières. Mais on a du mal à imaginer aujourd'hui à quel point nous étions idéalistes ».
En 1978, dans son livre La femme dans le Troisième Reich, elle défend son action en faveur de l'idéologie nationale-socialiste, agrémentant ses textes de nombreux anciens discours : « Jusqu'à ce qu'un jour le nom du Führer pénétrât notre conscience, le nom d'un soldat du front qui secoua notre peuple de sa léthargie, nous montra la lumière là où nous ne voyions que l'obscurité, qui ne nous lâcha plus ! ».
Son époux meurt en 1979, et elle vingt ans plus tard dans son village de Bebenhausen.

## Publication
- (de) Gertrud Scholtz-Klink, Die Frau im Dritten Reich : e. Dokumentation [« La femme dans le Troisième Reich »], Tübingen, Grabert, 1978, 546 p. (ISBN 978-3-87847-039-7).